# Chai Hansen
Chai Hansen (właściwie Surachai Romruen, ur. 8 lutego 1989 w Ko Samui, Tajlandia) – australijski aktor filmowy i tancerz tajlandzkiego pochodzenia. Jego ojciec jest Tajlandczykiem, zaś matka Australijką. Sławę przyniosła mu rola Zaca Blakely'ego w serialu Syreny z Mako.

## Biografia
Mając 7 lat wyjechał na stałe do Australii, gdzie rozpoczął naukę w szkole. Pierwszym jego hobby stała się lekkoatletyka. W 2006 roku zajął 2. miejsce w trójskoku na Australian National All Schools Championships. Ma na swoim koncie parę rekordów z tym związanych. Rok później rozpoczął trenować taniec. Przeniósł się do Sydney, gdzie pod wodzą Williama Sancheza doskonalił swoje umiejętności taneczne. Dzięki niemu dostał też rolę w pokazie ulicznym na żywo o nazwie „Beat The Streets”, który jest obecnie popularny na całym świecie.

## Filmografia
| Rok       | Tytuł                        | Rola         | Rodzaj      | Uwagi       |
| --------- | ---------------------------- | ------------ | ----------- | ----------- |
| 2012      | Dead Moon Circus             | Sean McComb  | Film        |             |
| 2013      | Dead Moon Circus 2           | Sean McComb  | Film        |             |
| 2013      | Pavlomance                   | Zac          | Mini-serial | Główna rola |
| 2013      | Revolving Doors              | kucharz Hand | Mini-serial | Główna rola |
| 2013—2016 | Mako Mermaids: Syreny z Mako | Zac Blakely  | Serial      | Główna rola |
| 2017      | The 100                      | Ilian        | Serial      |             |
| od 2018   | Nowe legendy o Małpim Królu  | król Małpa   | Serial      | Główna rola |
| 2018      | Thicker Than Water           | Ivan         | Film        | Główna rola |
| 2018—2019 | Shadowhunters                | Jordan Kyle  | Serial      | Sezon 3     |
| od 2021   | The Newsreader               | Tim Ahern    | Serial      | Główna rola |
| od 2022   | Night Sky                    | Jude         | Serial      | Głowna rola |
| od 2022   | We Were Tomorrow             | Noah Reeves  | Serial      | Główna rola |